# UFC 78
UFC 78: Validation（ユーエフシー・セブンティエイト：ヴァリデイション）は、アメリカ合衆国の総合格闘技団体「UFC」の大会の一つ。2007年11月17日、ニュージャージー州ニューアークのプルデンシャル・センターで開催された。

## 大会概要
今大会より元PRIDE選手の郷野聡寛がUFCに初参戦し、キャリア9戦全勝のタムダン・マクローリーに一本勝ちを収め、UFC白星デビューを果たすと同時にサブミッション・オブ・ザ・ナイトを受賞した。また、同じく初参戦の長南亮はカロ・パリジャンとのUFCデビュー戦に挑むも、判定負けとなった。
メインイベントではともに総合格闘技無敗のマイケル・ビスピンとラシャド・エヴァンスが対戦。エヴァンスがビスピンを判定で破り無敗記録を更新するとともに、ビスピンの連勝記録は14で止まった。
当初、参戦が予定されていたヘクター・ロンバードはビザの発給問題によりアメリカへの入国が困難になったため、欠場となった。また、出場が予定されていたデビッド・テレルの負傷欠場により、ジョー・ドークセンが替わって出場した。
キャリア18戦全勝のジェイソン・ラインハートがUFCデビュー。

## 試合結果

### プレリミナリィカード
第1試合 ウェルター級 5分3R
○  郷野聡寛 vs.  タムダン・マクローリー ×
2R 3:19 腕ひしぎ十字固め
第2試合 ライト級 5分3R
○  マーカス・アウレリオ vs.  ルーク・コーディロ ×
1R 4:29 TKO（レフェリーストップ：パウンド）
第3試合 ライト級 5分3R
○  ジョー・ローゾン vs.  ジェイソン・ラインハート ×
1R 1:14 チョークスリーパー
第4試合 ウェルター級 5分3R
○  チアゴ・アウベス vs.  クリス・ライトル ×
2R終了時 TKO（ドクターストップ：左瞼カット）

### メインカード
第5試合 ライト級 5分3R
○  フランク・エドガー vs.  スペンサー・フィッシャー ×
3R終了 判定3-0（30-27、30-27、30-26）
第6試合 ミドル級 5分3R
○  エド・ハーマン vs.  ジョー・ドークセン ×
3R 0:39 KO（左フック）
第7試合 ウェルター級 5分3R
○  カロ・パリジャン vs.  長南亮 ×
3R終了 判定3-0（30-27、30-27、30-27）
第8試合 ライトヘビー級 5分3R
○  チアゴ・シウバ vs.  ヒューストン・アレクサンダー ×
1R 3:25 TKO（レフェリーストップ：マウントパンチ）
第9試合 ライトヘビー級 5分3R
○  ラシャド・エヴァンス vs.  マイケル・ビスピン ×
3R終了 判定2-1（29-28、28-29、29-28）

### 各賞
ファイト・オブ・ザ・ナイト： チアゴ・アウベス vs. クリス・ライトル
ノックアウト・オブ・ザ・ナイト： エド・ハーマン
サブミッション・オブ・ザ・ナイト： 郷野聡寛
各選手にはボーナスとして55,000ドルが支給された。